# Arbatan
Arbatan är en ort i Azerbajdzjan.   Den ligger i distriktet Saljan, i den sydöstra delen av landet, 120 kilometer sydväst om huvudstaden Baku. Antalet invånare är 5 463.
Terrängen runt Arbatan är mycket platt. Närmaste större samhälle är Salyan, 3,7 kilometer nordost om Arbatan.
Trakten runt Arbatan består till största delen av jordbruksmark. Runt Arbatan är det ganska tätbefolkat, med 52 invånare per kvadratkilometer.